# Strophanthus holosericeus
Strophanthus holosericeus är en oleanderväxtart som beskrevs av Karl Moritz Schumann och Gilg. Strophanthus holosericeus ingår i släktet Strophanthus och familjen oleanderväxter. Inga underarter finns listade i Catalogue of Life.